# Gudataz
Gudataz (Guda Taz) ist eine osttimoresische Aldeia im Suco Guda (Verwaltungsamt Lolotoe, Gemeinde Bobonaro). 2015 lebten in der Aldeia 168 Menschen.

## Geographie
Gudataz liegt im Westen des Sucos Guda. Östlich befindet sich die Aldeia Oceli. Im Süden grenzt Gudataz an den Suco Lupal, im Osten an den Suco Opa und im Norden an den Suco Leber. Der Pa, ein Nebenfluss des Loumea, bildet die Grenze zu Leber.
Das Zentrum durchquert eine Straße. An ihr liegt in der Mitte der Aldeia, am Südhang eines Berges (1083 m), das Dorf Gudataz.

## Politik
2023 wurde Lucas Gonçalves zum Chefe de Aldeia gewählt.